# Douglas (Arizona)
Douglas ist eine US-amerikanische Stadt in Arizona im Cochise County. 
Das U.S. Census Bureau hat bei der Volkszählung 2020 eine Einwohnerzahl von 16.534 auf einer Fläche von 20,0 km² ermittelt. Die Stadt wurde nach James Douglas, einem kanadischen Bergbauunternehmer, benannt.
Douglas liegt direkt an der Grenze zu Mexiko. Ihr gegenüber liegt die mexikanische Stadt Agua Prieta. Der Ort diente als Schauplatz für den Film Arizona Dream. Durch die Stadt verläuft die Arizona State Route 80 und in Douglas beginnt der U.S. Highway 191.